# Ніл Маршалл
Ніл Маршалл (англ. Neil Marshall; нар. 25 травня 1970, Ньюкасл-апон-Тайн, Англія) — британський режисер та сценарист.

## Біографія
Для творчості Ніла Маршалла характерні наступні риси:
- Часто в ролі антагоніста — жорстка жінка.
- Сюжетна лінія оповідає про одну команду, відправлену на якусь місію. Там вона і знаходить новий жах.
- Часто використовує темні тони.[3]

## Особисте життя
Його зріст — 1,85 м.
Учасник неофіційної спільноти «Splat Pack». Цей термін створив історик Алан Джонс у журналі Total Film, називаючи так сучасну хвилю режисерів, які роблять дуже жорсткі фільми жахів. Іншими учасниками «Splat Pack» є Даррен Лінн Бусман, Грег Маклін, Елі Рот, Джеймс Ван, Лей Воннелл і Роб Зомбі.

## Фільмографія
| Назва          | Мовою оригінала    | Рік  | Жанр                                    |
| -------------- | ------------------ | ---- | --------------------------------------- |
| Хеллбой        | Hellboy            | 2019 | Фентезі, бойовик, комедія               |
| Місто монстрів | Tales of Halloween | 2015 | Фільм жахів                             |
| Центуріон      | Centurion          | 2010 | Пригодницький екшн-пеллум               |
| Судний день    | Doomsday           | 2008 | Фантастичний постапокаліптичний бойовик |
| Спуск          | The Descent        | 2005 | Фільм жахів                             |
| Пси-воїни      | Dog Soldiers       | 2002 | Екшн-хоррор                             |